# Forefather
Forefather — группа из Великобритании, играющая в стиле викинг-метал.

## История
Группа Forefather появилась в сентябре 1997 года в Суррее, Англия. Концепция группы основана на англосаксонской истории, эпосе («Беовульф» и т. д.) и культуре. Основатели группы, братья Ательстан и Вульфстан, записали дебютный альбом Deep Into Time в августе 1998 в домашней студии. Альбом был выпущен в марте 1999 собственным лейблом братьев Angelisc Enterprises.
Второй альбом The Fighting Man также был записан в домашней студии. Альбом вышел в октябре 2000 года на Angelisc Enterprises.
Также в 2000 году на лейбле Millenium Metal Music вышел сборник демо записей Legends Untold.
В сентябре 2001 братья пришли в студию для записи альбома Engla Tocyme. Работа завершилась в ноябре того же года. Третий альбом был выпущен в марте 2002 года лейблом Angelisc Enterprises.
В 2003 году Forefather подписали договор с Hammerheart Records на выпуск четвёртого альбома. Альбом Ours Is The Kingdom был выпущен в июне 2004 года.
Музыканты Forefather приняли участие в записи двух альбомов международного проекта Folkearth: A Nordic Poem (2004) и By the Sword of My Father (2006).
Альбом Steadfast был выпущен в феврале 2008 года на собственном лейбле музыкантов Seven Kingdoms.
В июле 2009 года был выпущен сингл Summer’s Flame.
В декабре 2011 года был выпущен шестой студийный альбом группы Last of the Line.

## Состав
- Athelstan — бас, гитара, клавишные, вокал
- Wulfstan — гитара, бас, вокал

## Дискография
- Deep into Time (1999)
- Legends Untold (2000, сборник демозаписей)
- The Fighting Man (2000)
- Engla Tocyme (2002)
- Ours Is the Kingdom (2004)
- Steadfast (2008)
- Summer's Flame (2009, сингл)
- Last of the Line (2011)
- Curse of the Cwelled (2015)
- English Steel (2017 сплит)
- Tales from a Cloud-Born Land (2017 Мини-альбом)